# Сагабалян, Руслан Парнавазович
Руслан Парнавазович Сагабалян (арм. Ռուսլան Փարնավազի Սաղաբալյան; род. 15 января 1951, Грозный, СССР) — российский писатель, журналист, кинодраматург. Некоторые произведения опубликованы под псевдонимом САГАРУС. Член Союза журналистов, а также Союза писателей России и Армении.

## Биография
Родился в г. Грозном, в возрасте пяти лет переехал с семьёй в Ереван (АССР), где провёл школьные и студенческие годы. Окончил русскую школу № 58 г. Еревана, после чего, в 1968 г. поступил на филологический факультет Ереванского государственного университета (отделение русского языка и литературы). В годы учёбы создал вместе с друзьями, студентами факультета журналистики, Клуб молодых фантастов, вскоре ставший популярным в Ереване и за его пределами. Позже был ответственным секретарём секции научно-популярной и приключенческой литературы при Союзе писателей Армении.
Печатается с 15 лет (впервые — в журнале «Пионер», Москва). В студенческие годы активно публикуется в периодике, часто летает в Москву и Ленинград, близко общается с армянскими и российскими писателями. Диплом защищает по необычной для академического учебного заведения теме «Пути развития советской фантастики», получает направление в аспирантуру и после недолгих раздумий отказывается от научной работы, решив посвятить себя литературе и журналистике.
С 1975 по 1982 гг. работает в журнале «Литературная Армения», вначале литсотрудником, потом заведующим отделом очерка и публицистики. Рассказы, опубликованные в эти годы в периодике, переводятся на иностранные языки. В 1981 году в «Литературной Армении» публикует подборку коротких рассказов с эротическим подтекстом, необычным для национальной литературы той поры, что вызывает резко негативную реакцию местных партийных органов, в частности, газеты «Коммунист», разразившейся гневной статьёй. Скандал, однако, быстро затихает, поскольку параллельно с этим событием выходит газета «Правда» со статьёй о подающих надежды молодых писателях, в которой упоминается в числе других Руслан Сагабалян. В дополнение к тому выходит также очередной номер журнала «Литературная учёба» (Москва) с его рассказом «Соглядатай». В 1982-м с теми же рассказами, опубликованными в «Литературной Армении» и вызвавшими гнев «Коммуниста», поступает на Высшие двухгодичные курсы сценаристов и режиссёров (сценарное отделение, мастерская Валерия Фрида) при Госкино СССР. В 1984 году, защитив дипломную работу с отличием, возвращается в Ереван, занимался журналистикой и писательской деятельностью.
С 1990 по 1992 гг. — редактор русскоязычной женской газеты «Арагаст». В 1992 г. после того, как в городские типографии поступает секретное распоряжение не печатать книги на русском языке и гранки книги Р. Сагабаляна «Моя машина времени», одобренной издательством, рассыпают на глазах у автора, он переезжает в Москву и в последующие годы создаёт альманах мировой культуры «Комильфо», а также журнал «Особняк 16». Был главным редактором газеты «Роман-таблоид», заместителем главного редактора журнала «Столичный север», в качестве главного редактора вёл интернет-сайт «Близкие контакты».
В 2000-х гг. преподавал на факультете журналистики в Московском гуманитарном университете (ныне академии) Натальи Нестеровой. Вёл мастер-классы в различных учебных заведениях. Главная тема — «Введение в интервью». Был обозревателем газет «Вечерняя Москва» и «Ноев ковчег», печатался в газетах «Московская правда», «Ступени оракула», в журналах «Ровесник», «Плейбой», «Если», «Мир ТВ и кино» и многих других.
Первый сборник фантастических рассказов вышел на армянском языке в 1983 г., — «За горизонтом» («Հորիզոնից այն կողմ»). Второй — на русском, в 1990 г. — «Самый красивый в мире динозавр».
В 1996 г. в Москве под псевдонимом САГАРУС выходит его роман «Космический Декамерон» — один из первых романов в жанре эротической фантастики. Сам автор считает свой роман больше философским, нежели эротическим. В 2004 г. под настоящей фамилией в издательстве АСТ выходит в свет пятая книга — «Тень отца Гамлета». В шестой книге, «В поисках Эдема», которая появилась в 2011 г. в серии «Библиотека „Ноева ковчега“», собрана публицистика последних лет.
Автор сценариев десятка мультипликационных, а также короткометражных и документальных фильмов.
Написал в соавторстве с Кариной Вердиян юмористический рассказ Друг, который вошел в киножурнал Ералаш.
Известные мультфильмы: «И каждый Вечер» (получил Гран-при на Всесоюзном кинофестивале в Киеве в 1987 году), «Изобретение».
В 2009 г. получил международную премию Медиа-союза «Золотой глагол». Был несколько раз премирован за лучший материал года в ряде периодических изданий. Отмечен в энциклопедиях «Кто есть кто в фантастике» (составитель Вл. Гаков), «Фантастика от А до Я» (составитель Александр Осипов), энциклопедия фонда «Айазг»[значимость факта?].

## Личная жизнь
Был дважды женат и три гражданских брака. От второго брака имеет сына и дочь.

## Произведения
Книги:
- «За горизонтом» («Հորիզոնից այն կողմ») — 1983
- «Моя машина времени» (не печаталась)
- «Самый красивый в мире динозавр» — 1990
- «Космический декамерон» — 1996
- «Тень отца Гамлета» — 2004
- «В поисках Эдема» — 2011
- «Троянский Конюх» (книга пока не издана)
- «Нерсес Мажан и другие» - 2019 (составитель и соавтор)

Наиболее известные рассказы:
- Трамвай проехал по квартире
- Радуга перед дождём
- Аукцион
- Ной
- Маша и медведь
- Маг
- Панель номер 5
- Муза
- Серафим
- Нимб
- Младшая дочь Смерти
- Карантин
- Новенький
- Человек с кейсом

ПЬЕСЫ:
- Соль
- Церемония
- Банановая роща

## Сценарии и Экранизации
Мультипликационные Фильмы:
- «Охота на зайца» — 1984
- «И каждый вечер» — 1986
- «Изобретение» — 1989
- «Фантомагия» (1-2) — 1996

Документальные фильмы:
- «Валентин Подпомогов» — 1987
- «Далёкая пристань» — 1989

Полнометражные фильмы:
- «Глазами клоунов» (съёмки приостановлены)
- «Снайпер» (съёмки приостановлены)

## Журналистика
- 1975—1982 — редактор отдела очерка и публицистики журнала «Литературная Армения»
- 1990—1992 — редактор русскоязычной женской газеты «Арагаст»
- 1993—1997 — главный редактор журнала «Комильфо».
- 1997—1999 — зам. главного редактора журнала «Столичный север».
- 1999—2001 — главный редактор ежемесячника «Роман-Таблоид».

В период с 1976 г. по 2012 г. больше полутора тысяч публикаций в сотне изданий, в их числе:
- «Литературная Армения»
- «Вечерняя Москва»
- «Московская правда»
- «Домашнее чтение»
- «Опасный возраст»
- «Мегаполис-экспресс»
- «Вечерний клуб»
- «Общая газета»
- «Ступени оракула»
- «Ноев ковчег»
- «Техника молодёжи»
- «Ровесник»
- «Плейбой»
- «100 % здоровья»
- «Если»
- «Обыватель»
- «Домашний очаг»
- «Сельская молодежь»
- «Мир звёзд»
- «Мир ТВ и кино» и др.